# Élection gouvernorale de 2014 au Texas
L'élection du gouverneur du Texas de 2014 a lieu le 4 novembre. En juillet 2013, le gouverneur Rick Perry annonce qu'il n'est pas candidat à un nouveau mandat.

## Résultats

### Élection générale
| Résultats | Résultats    | Résultats       | Résultats | Résultats |
| Partis    | Partis       | Candidats       | Voix      | %         |
| --------- | ------------ | --------------- | --------- | --------- |
|           | Républicain  | Greg Abbott     | 2 796 547 | 59,27     |
|           | Démocrate    | Wendy Davis     | 1 835 596 | 38,92     |
|           | Libertarien  | Kathie Glass    | 66 543    | 1,41      |
|           | Vert         | Brandon Parmer  | 18 520    | 0,39      |
|           | Indépendants | Sarah M. Pavitt | 1 062     | 0,02      |

### Primaire républicaine
| Résultats | Résultats   | Résultats       | Résultats | Résultats |
| Partis    | Partis      | Candidats       | Voix      | %         |
| --------- | ----------- | --------------- | --------- | --------- |
|           | Républicain | Greg Abbott     | 1 224 014 | 91,48     |
|           | Républicain | Lisa Fritsch    | 59 221    | 4,42      |
|           | Républicain | Miriam Martinez | 35 585    | 2,65      |
|           | Républicain | Larry Kilgore   | 19 055    | 1,42      |

### Primaire démocrate
| Résultats | Résultats | Résultats    | Résultats | Résultats |
| Partis    | Partis    | Candidats    | Voix      | %         |
| --------- | --------- | ------------ | --------- | --------- |
|           | Démocrate | Wendy Davis  | 432 595   | 78,08     |
|           | Démocrate | Ray Madrigal | 121 419   | 21,91     |

## Candidats

### Primaire républicaine
La primaire du Parti républicain a lieu le 4 mars 2014.

#### Candidats déclarés
- Greg Abbott, procureur général du Texas[2].
- Lisa Fritsch, auteure et animatrice de radio.
- Larry Kilgore, candidat de nombreuses fois et partisan de l'Indépendance du Texas.
- Miriam Martinez, ancienne personnalité d'Univision.

### Primaire démocrate
La primaire du Parti démocrate se tient le 4 mars 2014.

#### Candidats déclarés
- Wendy Davis, membre du Sénat texan.
- Ray Madrigal, candidat à plusieurs reprises.